# Aglaoctenus
Aglaoctenus là một chi nhện trong họ Lycosidae.